# Comuna Dežanovac, Bjelovar-Bilogora
Dežanovac este o comună în cantonul Bjelovar-Bilogora, Croația, având o populație de 2.715 locuitori (2011).

## Demografie
Componența etnică a comunei Dežanovac
     Croați (58,86%)
     Cehi (23,09%)
     Sârbi (11,71%)
     Maghiari (4,09%)
     Necunoscut (0,66%)
     Neclasificat (1,33%)
Componența confesională a comunei Dežanovac
     Catolici (82,69%)
     Ortodocși (11,93%)
     Protestanți (1,73%)
     Alți creștini (1,29%)
     Fără religie și atei (1,14%)
     Necunoscută (0,99%)
     Alte religii (0,22%)
Conform recensământului din 2011, comuna Dežanovac avea 2.715 locuitori. Din punct de vedere etnic, majoritatea locuitorilor (58,86%) erau croați, existând și minorități de cehi (23,09%), sârbi (11,71%) și maghiari (4,09%). Apartenența etnică nu este cunoscută în cazul a 0,66% din locuitori. Din punct de vedere confesional, majoritatea locuitorilor (82,69%) erau catolici, existând și minorități de ortodocși (11,93%), protestanți (1,73%), null (1,29%) și persoane fără religie și atei (1,14%). Pentru 0,99% din locuitori nu este cunoscută apartenența confesională.